# Arsenij Alexandrovič Sokolov
Arsenij Alexandrovič Sokolov (19. března 1910 – 19. října 1986) byl ruský teoretický fyzik, známý pro rozvoj teorie synchrotronového záření.

## Život
Arsenij Sokolov je absolventem Tomské státní university (TSU) z roku 1931. Poté získal titul Kandidat nauk (Kandidát věd) rovněž z Tomské univerzity pod vedením Pjotra Tartakovského (1934). Titul Doktor nauk (Doktor Věd) získal na Leningradském Ioffeho fyzikálně-technickém ústavu v roce 1942, který ovšem v té době kvůli evakuaci sídlil v Kazani.
Následně se přestěhoval na Moskevskou státní univerzitu (MSU), kde zastával pozici děkana Fakulty fyziky (1948–1954) a vedoucího katedře teoretické fyziky na fakultě fyziky (1966–1982).

## Výzkum
Oblastmi výzkumu Arsenije Sokolova byly především kvantová teorie pole a fyzika elementárních částic.
- Spolu s Dmitrijem Ivaněnkem pracoval na vývoji teorie synchrotronového záření. Jeho spolupráce s Ivaněnkem trvala téměř 50 let.
- Spolu s Igorem Těrnovem objevili nové kvantové efekty v pohybu mikroskopických částic, jako jsou kvantové fluktuace trajektorie elektronů v urychlovačích částic[1] a jev radiační polarizace elektronů a pozitronů v magnetickém poli[2][3] známý jako Sokolovův–Těrnovův efekt. Arsenij Sokolov byl členem Sovětské komunistické strany a děkanem a tajemníkem předsednictva Komunistické strany Oddělení fyziky na Moskevské státní univerzitě.

## Vybrané publikace

### Knihy
- A. A. Sokolov, I. M. Ternov, Synchrotron Radiation, Elsevier, 1969. ISBN 0-08-012945-5.
- A. A. Sokolov, I. M. Ternov, Synchrotron Radiation from Relativistic Electrons (edited by C. W. Kilmister), American Inst. of Physics, New York, 1986. ISBN 0-88318-507-5.
- A. A. Sokolov, I. M. Ternov, and V. Ch. Zhukovskii, Quantum Mechanics, Imported Pubn., 1986. ISBN 0-8285-2967-1.
- A. A. Sokolov, I. M. Ternov, and V. Ch. Zhukovskii, A. V. Borisov, Quantum Electrodynamics, Mir Publishing Moscow, 1988 ISBN 5-03-000790-3

## Doktorští studenti
- Igor Těrnov
- Dmitrij Galcov
- Luis de la Peña
- Boris Lysov
- Vladimir Žukovskij

## Ocenění
- Stalinova cena
- Státní cenu SSSR (1976) - (s Igorem Těrnovem).
- Medaile "Za pracovní chrabrost"